# Indonezja na Letnich Igrzyskach Olimpijskich 1952
Indonezję na Letnich Igrzyskach Olimpijskich 1952 reprezentowało 3 zawodników. Był to pierwszy start reprezentacji Indonezji na letnich igrzyskach olimpijskich.

## Skład kadry

### Lekkoatletyka
Mężczyźni
- Maram Sudarmodjo - skok wzwyż - 20. miejsce

### Pływanie
Mężczyźni
- Habib Suharko - 200 metrów st. klasycznym - odpadł w eliminacjach

### Podnoszenie ciężarów
Mężczyźni
- Thio Ging Hwie - waga lekka - 8. miejsce